# Silvicultura propera a la natura
La silvicultura propera a la natura és una teoria i pràctica silvícola que considera el bosc com un ecosistema, i el gestiona com a tal. Es basa en una intervenció humana reduïda i dirigida a accelerar els processos que la natura faria més lentament. Intenta superar el divorci existent entre els sistemes de gestió forestal ecologistes i forestalistes.

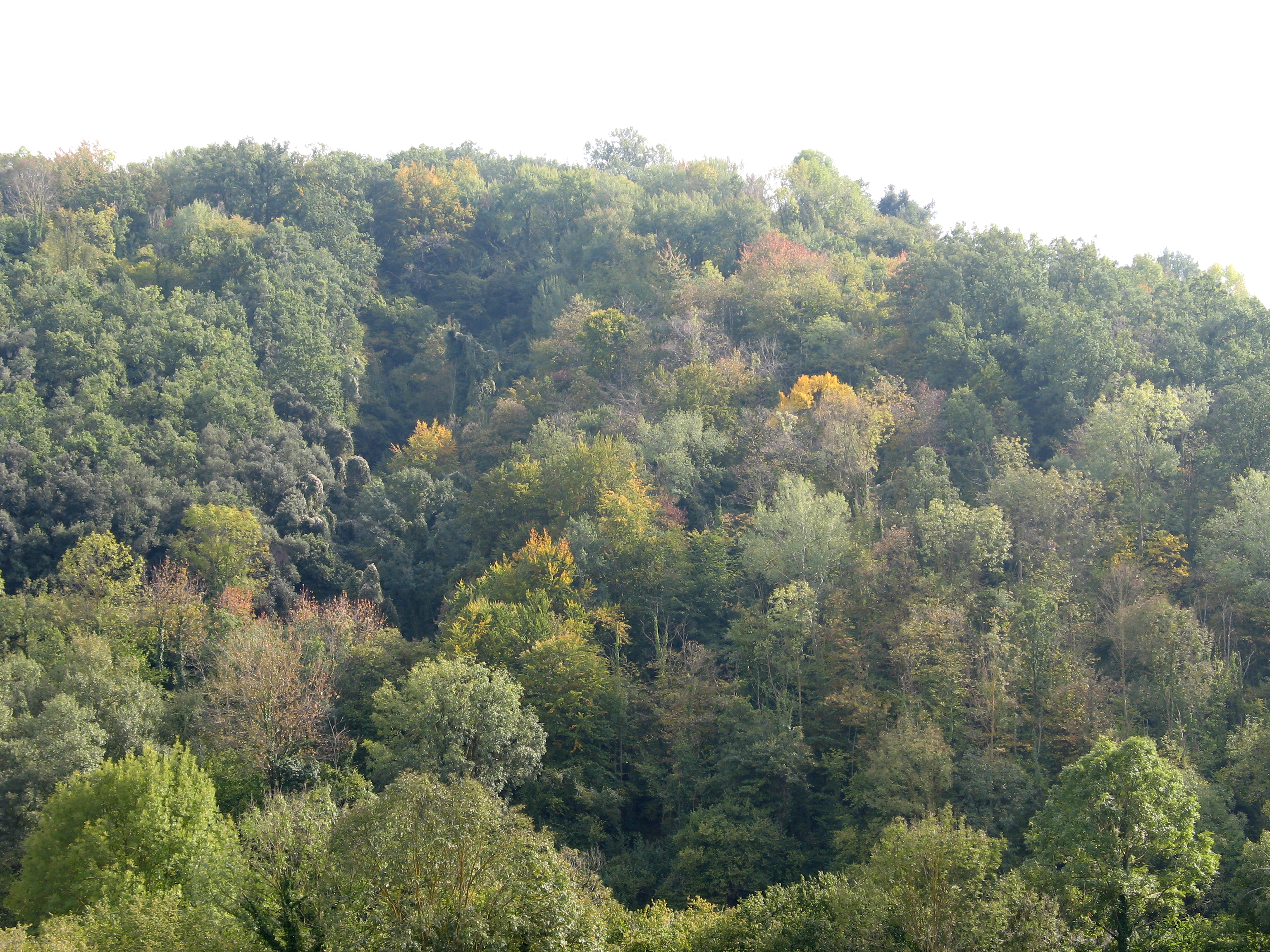
Bosc caducifoli mixt a la Garrotxa

## Història
Europa
L'any 1950 es va fundar a Alemanya la Arbeitsgemeinschaft für Naturgemäse Waldwirtschaft (ANW) (Grup de treball per a una gestió forestal propera a la natura). Als darrers anys, aquesta associació ha incrementat molt el nombre dels seus socis. Els motius principals, són l'increment de la consciència ecològica, la demanda creixent de productes del bosc diferents dels fustaners, els danys soferts pels boscos regulars, la por a la mort del bosc.
Gràcies a una llei forestal del 1948, a Eslovènia la majoria de boscos són gestionats per un sistema proper a la natura. L'any 1989, ANW va promoure una reunió a Robanov Kot, als Alps Julians, i es va fundar l'associació ProSilva, amb representants de deu països. La seu de l'organització, actualment es troba a Alsàcia.

Estats Units
Als Estats Units, el professor de silvicultura Thom McEvoy ha publicat un llibre titulat Positive Impact Forestry (Silvicultura d'Impacte Positiu), en el qual exposa uns principis de silvicultura molt similars als del moviment Europeu esmentat. Creu que els precursors es troben a Europa, principalment a Alemanya, i concretament esmenta al silvicultor Alemany Heinrich Cotta, que va remarcar la importància que té per als forestals l'estudi i comprensió de la natura. Com a precursor més immediat cita al forestalista i ecologista Americà Aldo Leopold.

## Gestió de l'ecosistema i gestió silvícola
Els moviments de silvicultura propera a la natura es proposen salvar les discrepàncies, i fins i tot antagonismes existents entre les visions "ecologista" i "forestalista" de la realitat única forestal. Tracten el bosc com un sistema ecològic productor de béns fustaners. Consideren doncs que la solució no és repartir el territori entre espais sotmesos a gestió ecologista, amb exclusió d'activitats forestals, i espais amb una gestió forestalista, sense consideracions ecològiques. La solució propugnada és la integració, i la multi-funcionalitat del bosc.

## Objectiu
La gestió ha d'aconseguir uns sistemes forestals saludables i estables, que produeixin fusta amb un mínim d'intervenció humana. Els productes a obtenir, a més de la fusta, són hàbitats per a la fauna, biodiversitat, valors recreacionals, valors estètics, gestió de l'aigua. L'actuació humana té com a finalitat accelerar alguns processos naturals, no substituir-los.

## Model silvícola

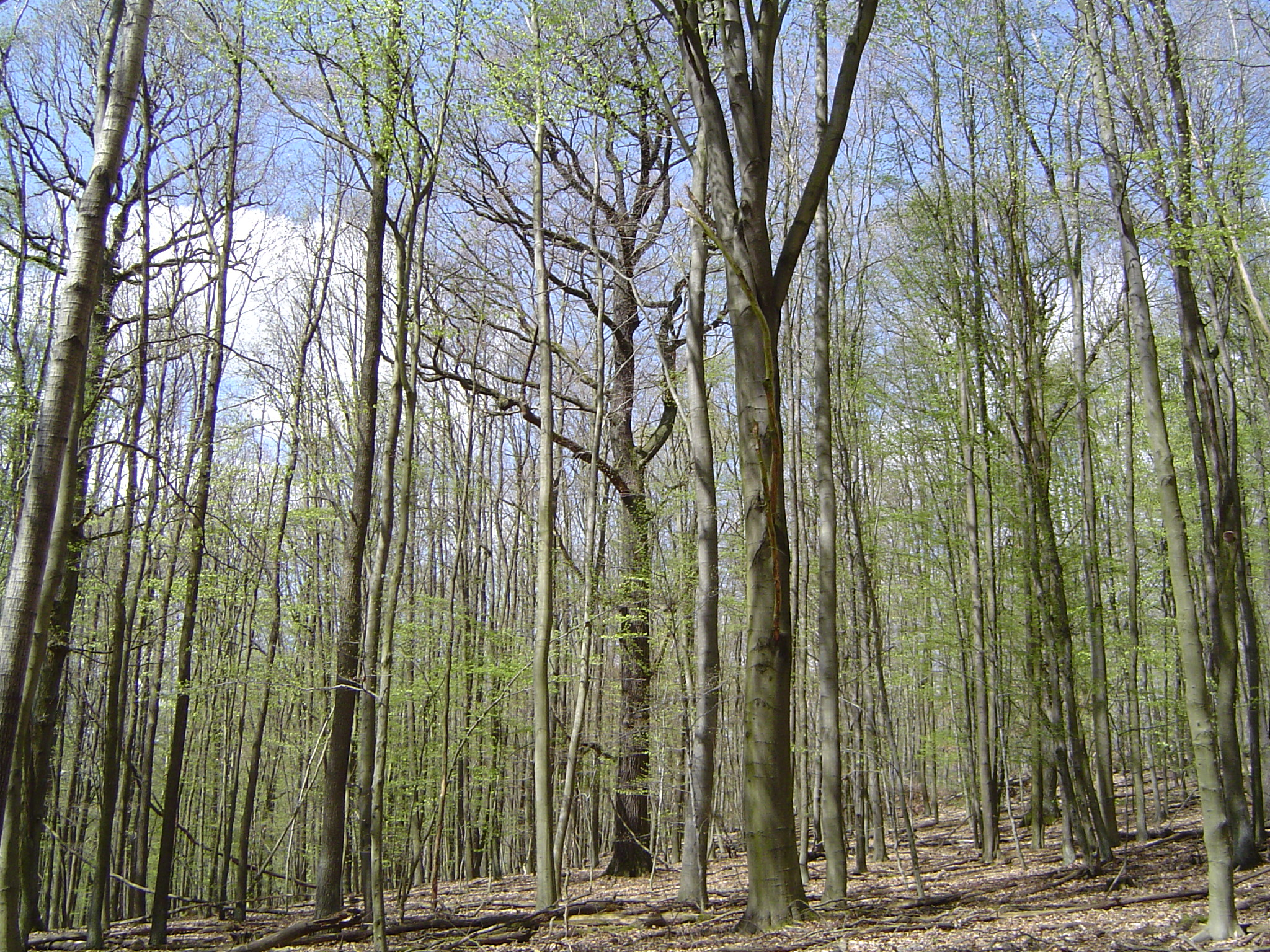
Bosc amb estructura irregular i composició mixta, al NE d'Alemanya

ProSilva preconitza el model de bosc irregular, és a dir amb arbres de diferents edats dintre de la mateixa massa forestal. Aquest sistema té els avantatges de ser el més estable enfront de desastres naturals i plagues i també el més adequat com a hàbitat de la fauna, i afavoridor de la biodiversitat. També és el que dona major protecció al sol, ja que sempre existeix una coberta arbòria.
McEvoy troba que, tot i ser el sistema més proper a la natura, el bosc irregular és difícil de gestionar i propugna el bosc alt regular, amb regeneració sota una coberta generosa, per evitar el perill de l'erosió i de l'entrada excessiva de llum al bosc, que produiria massa sotabosc.

## Actuacions recomanades
Es recomana realitzar aclarides amb una freqüència baixa (uns deu anys) i intensitat baixa, afavorint els arbres de futur, i evitant una entrada de llum excessiva al bosc. Sempre que les condicions naturals ho permetin s'ha de fer una silvicultura dirigida a l'arbre (de futur). Les aclarides han de fer-se tot tenint cura d'evitar la compactació del sol i els danys als arbres que resten en peu.

## Espècies autòctones/al·lòctones
Quan es fa una aforestació es poden utilitzar espècies autòctones o bé espècies al·lòctones. Quan un silvicultor decideix utilitzar una espècie al·lòctona ho fa mogut per la creença que la tal espècie presenta uns avantatges des del punt de vista forestal, ja sigui per motiu de qualitat de la fusta, facilitat de maneig, adaptació a les condicions climàtiques, torn de producció curt, etc. Hom suposa que el silvicultor es basa amb una experiència de l'adaptabilitat de l'espècie a la zona, o bé vol fer una experimentació.
Des de la perspectiva ecologista la utilització d'espècies al·lòctones es veu com un perill. El risc principal es presenta si l'espècie al·lòctona és invasora, doncs a les hores desplaça a les espècies autòctones i, per tant, és un factor de disminució de la biodiversitat. També es produeix un decrement de la biodiversitat si es fan aforestacions de grans superfícies amb espècies al·lòctones.
El professor McEvoy és molt clar i categòric respecte a la utilització d'espècies al·lòctones en el marc de la silvicultura d'impacte positiu: no poden ser utilitzades. Pro Silva, que marca molt la pauta en el moviment de silvicultura propera a la natura fa consideracions depenent de les circumstàncies i de les espècies. Afirma que els sistemes forestals que varen colonitzar Europa després de la darrera glaciació és un patrimoni a conservar. Per altra banda l'enriquiment amb certes espècies al·lòctones, en circumstàncies particulars, pot ser positiu.
Recomanacions de ProSilva
- En general, s'ha de valorar la utilització d'espècies autòctones com millor pràctica.
- La utilització d'espècies al·lòctones està justificada, o fins i tot recomanada, en cas d'hàbitats degradats, a on les espècies autòctones no hi puguin prosperar adequadament.
- També pot justificar l'ús d'espècies al·lòctones l'absència d'espècies autòctones de valor comercial.
- Quan s'utilitzin espècies al·lòctones s'han de prendre precaucions: No han de ser invasores, han de tenir un estat sanitari bo, han de poder prosperar barrejades amb les espècies forestals i no forestals de la zona receptora, no es faran plantacions de grans superfícies.

## Gestió de la fauna herbívora
La fauna herbívora, ja sigui ramadera o silvestre, produeix una acció sobre els plançons forestals. En el bosc alt, els períodes de regeneració estan programats pel silvicultor i, per tant, es pot exercir un cert control sobre la fauna, especialment si és ramadera, per evitar la pastura durant aquests períodes. El bosc irregular es regenera de forma contínua i, per tant, és difícil la compatibilitat amb la pastura, i no admet una densitat de fauna herbívora silvestre excessiva. En certs països Europeus la pressió de la fauna, especialment els cèrvids, representa una dificultat seriosa per la pràctica de la silvicultura propera a la natura.

## Consideracions econòmiques
Des de finals del segle XX s'ha anat produint una davallada de la rendibilitat forestal, produïda per una baixada dels preus de venda de la fusta, i un increment dels costos d'explotació. A Catalunya, la major part de les explotacions forestals són deficitàries, és a dir no rendibles. La silvicultura propera a la natura té uns costos més reduïts, que provenen d'unes intervencions humanes menors. Per altra banda produeix una evolució del bosc vers estructures de major valor ecològic i paisatgístic, valors que demanda la societat, i que en un futur haurien de tenir, i potser tindran una remuneració econòmica. A Catalunya comencen a haver-hi exemples de pagament per serveis ambientals. Hi ha doncs motius econòmics que recomanen la pràctica de la silvicultura propera a la natura.

## Diferències conceptuals entre la gestió forestal propera a la natura y la gestió sostenible
- La gestió sostenible intenta preservar els boscos pel futur, la gestió propera a la natura es proposa millorar-los.
- La gestió sostenible busca un equilibri entre interessos, la silvicultura propera a la natura integra interessos que interaccionen.
- La silvicultura sostenible restringeix les pràctiques silvícoles per tal de preservar valors ecològics, la silvicultura propera a la natura utilitza principis ecològics per millorar els resultats forestals.